# Spoorlijn Luxemburg - Pétange
De Spoorlijn Luxemburg - Pétange is een traject tussen de stad Luxemburg en Pétange in het zuidwesten van Luxemburg. De spoorlijn is 20,4 km lang en heeft als nummer CFL Lijn 7.

## Geschiedenis
De spoorlijn werd gebouwd en geëxploiteerd door de spoorwegmaatschappij "Compagnie Grande Luxembourg" en is geopend op 8 augustus 1900. In november 2012 was na enige jaren werken de volledige spoorlijn dubbelsporig. Daarbij zijn ook alle stations gemoderniseerd.

## Treindiensten
De CFL verzorgt het personenvervoer met RE treinen. De NMBS verzorgt het personenvervoer met L- en Piekuurtreinen. De SNCF verzorgt het vervoer met TER treinen.
| Serie              | Treinsoort             | Route                                                                                               | Bijzonderheden                                                           |
| ------------------ | ---------------------- | --------------------------------------------------------------------------------------------------- | ------------------------------------------------------------------------ |
| RE 7400            | Regional-Express (CFL) | Luxemburg – Rodange                                                                                 | Rijdt alleen op werkdagen, een trein per dag.                            |
| RE 7700            | Regional-Express (CFL) | Luxemburg – Rodange                                                                                 | Rijdt alleen op werkdagen, een trein per dag.                            |
| RE 86500           | RegionalExpress (CFL)  | Luxemburg – Longwy                                                                                  |                                                                          |
| P 7180RE 7100      | Piekuurtrein (NMBS)    | Virton – Rodange – Luxemburg                                                                        | Rijdt alleen op werkdagen.                                               |
| P 7620/8620RE 8600 | Piekuurtrein (NMBS)    | [ Luxemburg – Virton ] / [ [ Aarlen – Virton – ] / [ Dinant – ] Libramont – [ Ciney ] ]             | Een rechtstreekse trein Aarlen - Libramont. Een trein Libramont - Ciney. |
| P 7680/8680RE 8650 | Piekuurtrein (NMBS)    | [ Bertrix – Dinant ] / [ Libramont – [ Virton – ] / [ Marbehan – ] Aarlen ] / [ Athus – Luxemburg ] | Een trein Aarlen - Virton - Libramont. Een trein Athus - Luxemburg.      |

## Aansluitingen
In de volgende plaatsen is of was er een aansluiting op de volgende spoorlijnen:
Luxemburg
CFL 1, spoorlijn tussen Luxemburg en Troisvierges
CFL 3, spoorlijn tussen Luxemburg en Wasserbillig
CFL 4, spoorlijn tussen Luxemburg en Oetrange
CFL 5, spoorlijn tussen Luxemburg en Kleinbettingen
CFL 6, spoorlijn tussen Luxemburg en Bettembourg
Pétange
CFL 2, spoorlijn tussen Pétange en Ettelbruck
CFL 6f, spoorlijn tussen Esch-sur-Alzette en Pétange
CFL 6g, spoorlijn tussen Pétange en Rodange grens richting Aubange
CFL 6h, spoorlijn tussen Pétange en Rodange grens richting Mont-Saint-Martin
CFL 6j, spoorlijn tussen Pétange en Rodange grens richting Athus

## Elektrificatie
Het traject van de CFL werd in 1981 geëlektrificeerd met een spanning van 25.000 volt 50 Hz.